# 마르셀 아르텔레사
마르셀 아르텔레사(프랑스어: Marcel Artelesa; 1938년 7월 2일, 샹파뉴-아르덴 지방 퐁-센트-마리 ~ 2016년 9월 23일, |샹파뉴-아르덴 지방 메르제)는 프랑스의 전 축구 선수로, 현역 시절 수비수로 활약했다. 그는 프랑스 국가대표팀 일원으로 1960년 로마 하계 올림픽과 잉글랜드 1966년 월드컵에 참가했다.

## 수상
모나코
- 디비시옹 1: 1962–63
- 쿠프 드 프랑스: 1962–63